# El Torno
El Torno là một đô thị trong tỉnh Cáceres, Extremadura, Tây Ban Nha. Theo điều tra dân số 2005 (INE), đô thị này có dân số là 938 người.

## Biến động dân số
| 1900 | 1910 | 1920 | 1930 | 1940 | 1950 | 1960 |
| 1209 | 1460 | 1427 | 1512 | 1734 | 1846 | 1584 |
| 1970 | 1981 | 1991 | 1996 | 1999 | 2005 | 2007 |
| 1315 | 1149 | 1047 | 1033 | 967  | 938  | 1012 |

40°05′B 5°51′T / 40,083°B 5,85°T